# Enciclonet
Enciclonet es una enciclopedia de propósito general en línea en la lengua española. Está basada en la Enciclopedia Universal Micronet, y cuenta con 185.000 artículos y más de 20.500 elementos multimedia.
Encliclonet está disponible a través de su web en modalidad freemium, es decir, una parte de los contenidos se pueden consultar gratuitamente, y otra parte requiere una suscripción de pago.
En 2012 un estudio comparó el contenido de Enciclonet con el de Wikipedia en español tras haber encontrado que Enciclonet era -con excepción de la propia Wikipedia- la más popular y completa de las enciclopedias en línea disponibles en español.